# Taramosalata

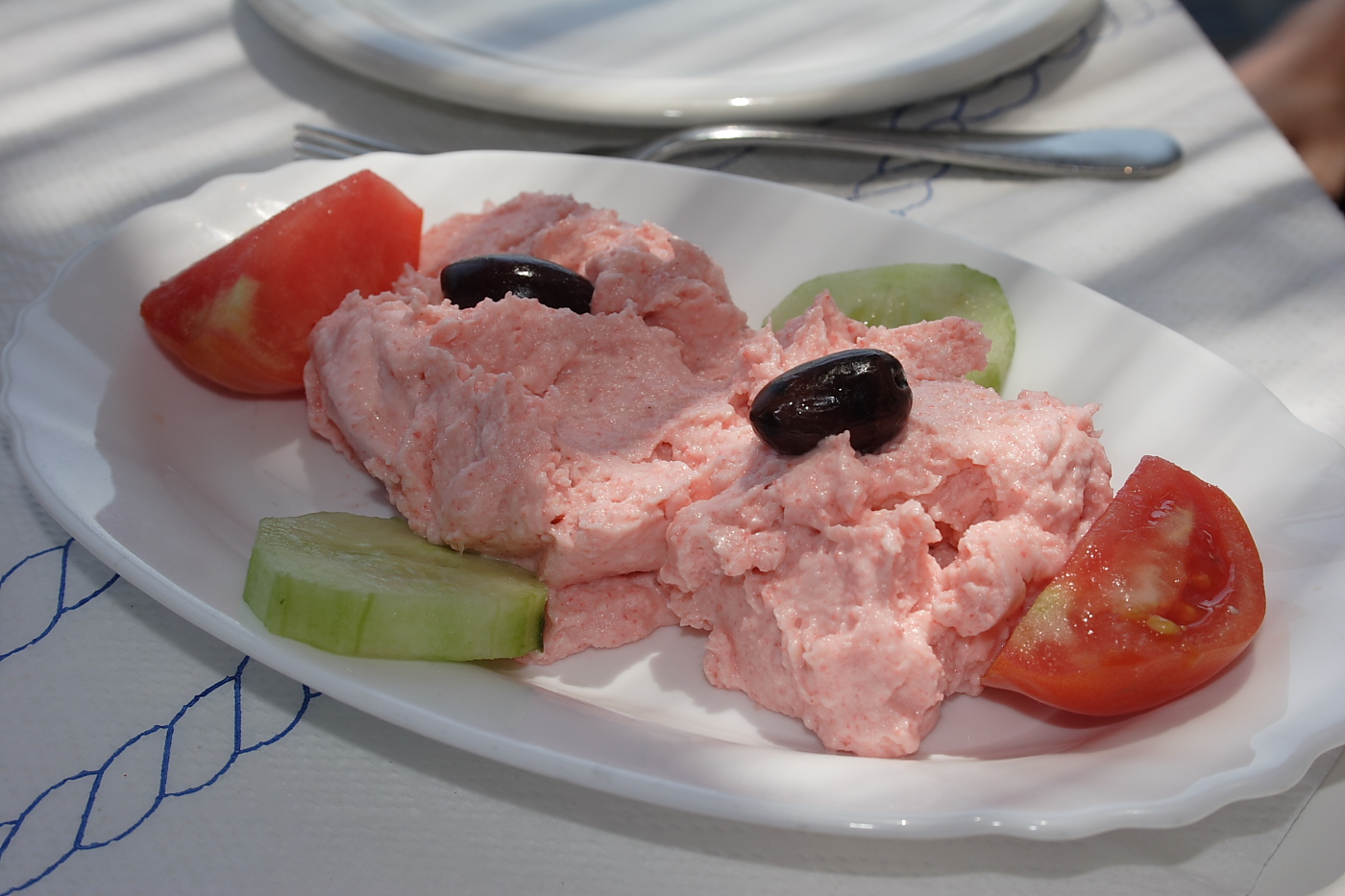
Taramosalata (Grieks) of tarama (Turks)

Taramosalata (Grieks: ταραμοσαλάτα, afgeleid van het Turkse woord tarama) is een voorgerecht uit de Griekse en Turkse keuken. Tarama betekent zoveel als 'gerecht gemaakt van viskuit'. In Griekenland spreekt men ook vaak van tarama als men  Taramosalata bedoelt.
Taramosalata werd oorspronkelijk gemaakt van de gezouten kuit van de kabeljauw of karper, en de kleur is afhankelijk van de soort gebruikte kuit. Tegenwoordig wordt ook kuit van andere vis gebruikt die kunstmatig gekleurd wordt. De kuit wordt gemengd met brood of aardappelpuree en citroensap, azijn en olijfolie.